# Liste der Kulturdenkmäler in Wachenheim (Pfrimm)
In der Liste der Kulturdenkmäler in Wachenheim sind alle Kulturdenkmäler der rheinland-pfälzischen Ortsgemeinde Wachenheim aufgeführt. Grundlage ist die Denkmalliste des Landes Rheinland-Pfalz (Stand: 25. März 2025).

## Einzeldenkmäler
| Bezeichnung                   | Lage                                               | Baujahr                              | Beschreibung | Bild                           |
| ----------------------------- | -------------------------------------------------- | ------------------------------------ | --- | ------------------------------ |
| Evangelische Pfarrkirche      | Hauptstraße 24 Lage                                | nach 1300                            | ehemalige Simultankirche St. Remigius; wohl kurz nach 1300 begonnen, um 1325 vollendet, gotischer Chor, um 1325, Wiederaufbau und Verlängerung des gotischen Schiffs (bezeichnet 1572) bis 1748, spätgotischer Turm, wohl vom Ende des 15. Jahrhunderts                                                                                       | weitere Bilder Fotos hochladen |
| Bürgerhaus                    | Harxheimer Straße 10 Lage                          | 1907                                 | ehemalige Schule mit Lehrerwohnung; zweieinhalbgeschossiger Putzbau mit geschossübergreifendem, übergiebeltem Erker und Eckpavillons in klassizistischer Grundhaltung mit Jugendstilelementen, 1907 nach Plänen von Kreisbauinspektor Pietz; städtebaulich bedeutend                                                                          | Fotos hochladen                |
| Burg Wachenheim (Hofgut Lüll) | Hauptstraße 41/43/45 Lage                          | 14. bis 16. Jahrhundert              | ehemalige Burg der Ritter von Wachenheim; gotischer Wohnturm, Wehrmauer, 14. bis 16. Jahrhundert, Seitentrakt bezeichnet 1572; Wirtschaftsgebäude vor allem um 1900, eines bezeichnet 1617; Brunnennische um 1600; Toranlage 1892; villenartiges neugotisches Wohnhaus, bezeichnet 1901, Park, barockes Gartenhäuschen; bauliche Gesamtanlage | weitere Bilder Fotos hochladen |
| Heimaltmuseum                 | Mühlgasse 1 Lage                                   | um 1850                              | ehemalige Schule, klassizistisch, um 1850 | weitere Bilder Fotos hochladen |
| Weinbergshaus                 | südöstlich des Ortes; Flur Über dem Diebstahl Lage | 18. oder Anfang des 19. Jahrhunderts | Weinbergshaus, Kragkuppelrundbau, 18. oder Anfang des 19. Jahrhunderts | BW                             |

## Ehemalige Kulturdenkmäler
| Bezeichnung | Lage                   | Baujahr         | Beschreibung | Bild            |
| ----------- | ---------------------- | --------------- | --- | --------------- |
| Hofanlagen  | Hauptstraße 36/38 Lage | 18. Jahrhundert | zwei herrschaftliche Hofanlagen; im Kern spätbarocke Walmdachbauten, 18. Jahrhundert, Überformung um 1900; aus Denkmalliste gelöscht | Fotos hochladen |